# Edwin Torres
Edwin Torres (nascido em 29 de dezembro de 1946) é um ex-ciclista porto-riquenho. Representou sua nação em dois eventos nos Jogos Olímpicos da Cidade do México 1968.